# 4109 Anokhin
4109 Anokhin este un asteroid din centura principală, descoperit pe 17 iulie 1969 de Bella Burnasheva.